# Kessleria pseudosericella
Kessleria pseudosericella es una especie de polilla del género Kessleria, familia Yponomeutidae.
Fue descrita científicamente por Moriuti en 1977.